# La Norville
La Norville település Franciaországban, Essonne megyében. Lakosainak száma 4308 fő (2022. január 1.). La Norville Saint-Germain-lès-Arpajon, Guibeville, Arpajon, Avrainville, Brétigny-sur-Orge és Marolles-en-Hurepoix községekkel határos.

## Népesség
A település népességének változása:
| Lakosok száma | 4107 | 4099 | 4135 | 4097 | 4313 | 4331 | 4316 | 4312 | 4308 |
|               | 2013 | 2015 | 2016 | 2017 | 2018 | 2019 | 2020 | 2021 | 2022 |